# 丰台娘娘庙
天仙圣母碧霞元君行宫，俗称娘娘庙，位于北京市丰台区长辛店大灰厂。

## 历史
始建年代不详，但可知于明代天启年间重修，至今仍保持明代建筑风格。2003年12月，被公布为北京市文物保护单位。从2002年至2004年，该庙经过了大规模重修。

## 建筑
根据1958年文物普查资料，该庙原建筑格局十分完整。该庙坐北朝南，其主要建筑有：
- 山门：三间
- 正殿：三间
- 后殿：三间
- 东西配殿：二十四间
- 钟楼：一座
- 戏台：该庙外街对面有戏台一座[1]

1970年后，西配殿拆除，当作宅基地，其他建筑改为马棚，十分破败。原来该庙院内有一通石碑《重修天仙圣母碧霞元君行宫暨建十王殿碑》，今已无存。
后来，该庙原有山门、钟楼及庙对面戏台已无存，只余正、配殿各3间。
2002年7月，丰台区人民政府和北京市文物局共同投资整体修缮该庙，恢复了1958年档案所记录的该庙历史原貌，全部工程于2004年6月完工。2006年7月，按照北京市文物局的要求，为该庙安装了避雷设施。 

## 庙会
明朝和清朝时，每逢庙会，该庙方圆十里内的民众均视为节日。